# Jackson Junction
Jackson Junction est une ville, du comté de Winneshiek en Iowa, aux États-Unis. Elle est incorporée le 9 janvier 1897.

## Source de la traduction
- (en) Cet article est partiellement ou en totalité issu de l’article de Wikipédia en anglais intitulé « Jackson Junction, Iowa » (voir la liste des auteurs).